# Украинская нация
Украинская нация (укр. Українська нація), украинцы (национальность), украинский народ — политическая и гражданская общность граждан, населения Украины, включая национальные меньшинства в Украине, независимо от их этничности, языка или религии, украинский народ.
Также — сообщество этнических украинцев как в Украине, так и за её пределами.

## Политическая (гражданская) нация
Политическая (гражданская) нация — совокупность граждан Украины, независимо от этнического происхождения. В Конституции Украины 1996 года юридический эквивалент политической нации — "украинский народ" ("граждане Украины всех национальностей" — преамбула). Формирование политической украинской нации является результатом приобретения государственного суверенитета и независимости Украины. Провозглашён Декларацией о государственном суверенитете Украины от 16 июля 1990 года, Актом о провозглашении независимости Украины 24 августа 1991 года и закреплён на Всеукраинском референдуме 1 декабря 1991 года.
В Конституции Украины 1996 года соответствующим этническим украинским народом является концепция "украинской нации" и "украинцев"; в отношении граждан Украины других национальностей — концепция "других коренных народов и национальных меньшинств" (ст. 11).

## Этническая украинская нация
В современных социальных науках остается спорным вопрос о том, в каких условиях этническая община, этническая группа преобразуется (и преобразуется ли она вообще) в этническую нацию; соответствующая оценка зависит от весьма различных теоретических и методологических рекомендаций исследователей. В контексте современных национальных исследований и национализма можно говорить об определённой традиции называть «этнонациями» этносы современной и новейшей эпохи, заявляя о создании или уже имеющем свою собственную суверенную государственность. Часть этнической нации в рамках своего национального государства вместе с согражданами другого этнического происхождения (этническое меньшинство) образуют политическую нацию. В этом контексте украинский этнос превратился в этническую нацию в процессе украинского национального возрождения XIX века и процессов государственного строительства XX века. После 1991 года этническая нация в Украине является частью политической украинской нации.
Этническая украинская нация включает в себя такие основные компоненты:
- биологически-антропологический (см. Антропологический тип),
- традиционные этнические массивы, разграниченные этническими границами (см. Украинская этническая территория[укр.]),
- этнические группы (украинская диаспора), проживающие за пределами основных этнических массивов,
- субэтнические группы, состоящие как из этнорегиональных, так и из этнографических групп. Поскольку в Украине национальность граждан определяется добровольно, реальные изменения в размерах этнической украинской нации зависят не только от демографических и миграционных процессов, но и от изменений в национальной идентичности населения.

## Добавки
1. 1 2  НАЦІЯ УКРАЇНСЬКА. resource.history.org.ua. Дата обращения: 2 августа 2024. Архивировано 2 августа 2024 года.
2. 1 2  УКРАЇНЦІ. resource.history.org.ua. Дата обращения: 2 августа 2024. Архивировано 20 октября 2022 года.
3. ↑  Конституція України | від 28.06.1996 № 254к/96-ВР. Архивировано 29 мая 2019 года.